# Sylvester Morris
Sylvester Morris Jr. (New Orleans, 6 ottobre 1977) è un ex giocatore di football americano statunitense che ha militato nel ruolo di wide receiver nella National Football League (NFL).

## Carriera
Al college Morris giocò a football alla Jackson State University. Fu scelto come ventunesimo assoluto dai Kansas City Chiefs nel Draft NFL 2000. Nella sua stagione da rookie disputò 15 partite, 14 delle quali come titolare, con 48 ricezioni per 678 yard e 3 touchdown. Malgrado sia rimasto nel roster dei Chiefs per quattro stagioni, quella fu l'unica annata in cui giocò, a causa di continui problemi alle ginocchia.
Morris firmò con i Tampa Bay Buccaneers nel 2004, ma subì un infortunio prima dell'inizio della stagione e non vi giocò mai.

## Palmarès
- PFWA All-Rookie Team - 2000